# David Duncan
Pour les articles homonymes, voir David Duncan (homonymie) et Duncan.
Œuvres principales
- Le Rasoir d'Occam

David Duncan,  né le 17 février 1913 à Billings dans le Montana et décédé le 27 décembre 1999  à Everett, État de Washington, est un auteur de science-fiction et scénariste américain.

## Biographie
Après une carrière de dix années passées dans l'administration du gouvernement, il commence à écrire de manière professionnelle à l'âge de 33 ans[réf. souhaitée]. Sa carrière de scénariste débute en 1953 avec son premier film qui est en même temps le premier film en 3-D de la firme Paramount, Sangaree.
David Duncan est connu pour ses œuvres de science-fiction au cinéma, parmi lesquelles figurent la version de 1960 de La Machine à explorer le temps et Le Voyage fantastique. Il a collaboré également à de nombreux shows télévisés comme Daniel Boone, The Outer Limits et National Velvet.

## Ses romans
- (en) Remember the Shadows, 1944
- (en) The Shade of Time, 1946
- (en) The Bramble Bush, 1948
- (en) The Madrone Tree, 1949
- (en) The Serpent's Egg, 1950
- (en) None But My Foe, 1950
- (en) Wives and Husbands, 1952
- (en) Dark Dominion, 1954
- (en) Beyond Eden, 1955
- (en) The Trumpet of God, 1956
- Le Rasoir d'Occam, Denoël, coll. Présence du futur, 1960 ((en) Occam's Razor, 1957)
- (en) Yes, My Darling Daughters, 1959
- (en) The Long Walk Home From Town, 1964

## Filmographie
- 1953 : Sangaree (en)
- 1954 : The White Orchid
- 1957 : Le Scorpion noir (The Black Scorpion)
- 1958 : Le Décapité vivant (The Thing That Couldn't Die)
- 1958 : Le Monstre des abîmes (Monster on the Campus)
- 1960 : The Leech Woman
- 1960 : La Machine à explorer le temps (The Time Machine)
- 1966 : Le Voyage fantastique (Fantastic Voyage)
- 1993 : Time Machine: The Journey Back (en) (vidéo)